# Liste der Naturdenkmale in Sprockhövel
Die Liste der Naturdenkmale in Sprockhövel enthält die Naturdenkmale in der Stadt Sprockhövel, Ennepe-Ruhr-Kreis.
Naturdenkmale sind nach § 28 Bundesnaturschutzgesetz (BNatschG) rechtsverbindlich festgesetzte Einzelschöpfungen der Natur oder entsprechende Flächen bis zu fünf Hektar, deren besonderer Schutz erforderlich ist
1. aus wissenschaftlichen, naturgeschichtlichen oder landeskundlichen Gründen oder
2. wegen ihrer Seltenheit, Eigenart oder Schönheit.

Die Beseitigung des Naturdenkmals sowie alle Handlungen, die zu einer Zerstörung, Beschädigung oder Veränderung des Naturdenkmals führen können, sind nach Maßgabe näherer Bestimmungen verboten.
Für das Gebiet des Ennepe-Ruhr-Kreises wurden gemäß § 16 Abs. 3 Landschaftsgesetz (LG) vier Landschaftspläne aufgestellt, die das Kreisgebiet flächendeckend erfassen:
1. Landschaftsplan für Witten, Wetter, Herdecke (rechtsgültig seit 25. November 1984)[1]
2. Landschaftsplan für Breckerfeld (rechtsgültig seit 1. Juni 1990)
3. Landschaftsplan für Hattingen und Sprockhövel (rechtsgültig seit 15. August 1998)[2]
4. Landschaftsplan für Ennepetal, Gevelsberg und Schwelm (2010)[3]

## Liste
Texte aus der Festsetzung übernommen.
| Festsetzungsnummer | Objekt                                  | Lage                                                                                             | Beschreibung | Koordinaten | Bild |
| ------------------ | --------------------------------------- | ------------------------------------------------------------------------------------------------ | --- | ----------- | ---- |
| 3.3.28             | Stieleiche (Quercus robur)              | Niedersprockhövel, an der Hölterstraße gegenüber Haus Nr. 85.                                    | Ein das Straßenbild prägender Baum mit einem Stammumfang von 300 cm. |             |      |
| 3.3.29             | Rotbuche (Fagus sylvatica)              | Niedersprockhövel, nördlich der Hölterstraße.                                                    | Der freistehende Baum mit einem Stammumfang von 410 cm wirkt in besonderer Weise gliedernd und belebend auf das Landschaftsbild. |             |      |
| 3.3.30             | Rotbuche (Fagus sylvatica)              | Niedersprockhövel, südlich der Schultenbuschstraße, westlich der A43 in einem Wald.              | Der das Landschaftsbild sehr prägende Baum hat einen Stammumfang von 536 cm und erreicht eine Höhe von über 30 m. Er ist von Bäumen im Stangenholzalter umgeben. |             |      |
| 3.3.31             | Rotbuche (Fagus sylvatica)              | Niedersprockhövel, Bereich Sirrenberg, im Vorgarten des Hauses Nr. 34 an der Sirrenbergstraße.   | Der sehr prägende Baum an exponiertem Standort hat einen Stammumfang von 352 cm. |             |      |
| 3.3.32             | Steinbruch in Niedersprockhövel         | Bereich Sirrenberg, Sirrenbergstraße                                                             | Flächengröße ca. 4.100 m². Aufgelassener Steinbruch mit 15 – 20 m hohen Felswänden, die kesselartig die Steinbruchsohle umgeben. Schlauchartiger Eingang. Eindrucksvolle Sandsteinformationen, reich strukturierte Kleintopographie. Rieselquellen, Stillgewässer mit anschließendem kleinen Bachlauf, ruderale Gehölzstrukturen. Bedingt durch die Struktur des Steinbruchs handelt es sich um eine geologisch sehr eindrucksvolle und seltene Form eines Aufschlusses. |             |      |
| 3.3.33             | Stieleiche (Quercus robur)              | Sprockhövel-Hiddinghausen im Vorgarten des Hauses Nr. 19, an der Straße "Zippe".                 | Der landschaftsprägende Baum hat einen Stammumfang von 400 cm. |             |      |
| 3.3.34             | Rotbuche (Fagus sylvatica)              | Sprockhövel-Hiddinghausen, Albringhauser Straße, südlich Haus Nr. 50 am Waldrand.                | Mächtiger Baum mit einem Stammumfang von 515 cm. Der Baum ist laut Verordnung vom 27. August 1974 bereits als Naturdenkmal Nr. 43 ausgewiesen worden. |             |      |
| 3.3.55             | Sommerlinde (Tilia platyphyllos)        | Obersprockhövel im Vorgarten des Hauses Nr. 48, Löhener Straße.                                  | Der das Ortsbild prägende Baum hat einenStammumfang von 216 cm. |             |      |
| 3.3.56             | entfällt                                |                                                                                                  | |             |      |
| 3.3.57             | Sommerlinde (Tilia platyphyllos)        | Obersprockhövel am Hof "Im Papenberg".                                                           | Baum mit einem Stammumfang von 320 cm. |             |      |
| 3.3.58             | entfällt                                |                                                                                                  | |             |      |
| 3.3.59             | Stieleiche (Quercus robur)              | Obersprockhövel am IG-Metall-Bildungszentrum, am Böschungsfuß, an der Westseite des Parkplatzes. | Baum mit einem Stammumfang von 343 cm. |             |      |
| 3.3.60             | entfällt                                |                                                                                                  | |             |      |
| 3.3.61             | Hainbuche (Carpinus betulus)            | Obersprockhövel, östlich der B 51 (Wiggers), im Bereich von Teichanlagen.                        | Baum mit besonders ausgeprägter Krone und einem Stammumfang von ca. 200 – 230 cm. |             |      |
| 3.3.62             | entfällt                                |                                                                                                  | |             |      |
| 3.3.63             | entfällt                                |                                                                                                  | |             |      |
| 3.3.64             | Drei Rotbuchen (Fagus sylvatica)        | Sprockhövel, gegenüber Haus Nr. 61 a, Haßlinghauser Straße.                                      | Die drei Buchen stehen unmittelbar kreisförmig nebeneinander, so dass der Eindruck einer großen, geschlossenen Krone entsteht. Die das Landschaftsbild sehrprägenden Bäume haben Stammumfänge von jeweils ca. 230 cm. |             |      |
| 3.3.65             | Blutbuche (Fagus sylvatica atropunicea) | Sprockhövel, Bereich Pöting, Kreftingstraße, östliche Straßenseite in einem Vorgarten.           | Eindrucksvoller, das Ortsbild prägender Baum mit einem Stammumfang von 307 cm. |             |      |
| 3.3.66             | entfällt                                | Sprockhövel, Bereich Pöting, im Vorgarten des Hauses Nr. 5, Kreftingstraße.                      | Roßkastanie (Aesculus hippocastanum) Eindrucksvoller, das Ortsbild prägender Baum mit einem Stammumfang von 463 cm. |             |      |
| 3.3.67             | Steinbruch in Sprockhövel               | An der Nordseite der Straße "Hasenberg".                                                         | Ehemaliger Steinbruch mit strukturierter Felswand und vorgelagertem Teich. |             |      |
| 3.3.68             | entfällt                                |                                                                                                  | |             |      |
| 3.3.69             | Roßkastanie (Aesculus hippocastanum)    | Sprockhövel-Gennebreck, Straße "Im Wiesental", an der Südseite des Gasthauses.                   | Der Baum mit einem Stammumfang von 380 cm ist im Jahre 1775 gepflanzt worden. |             |      |
| 3.3.70             | Sommerlinde (Tilia platyphyllos)        | Sprockhövel-Herzkamp an der Westseite des Hofes "Lehn".                                          | Der Stammumfang des Baumes beträgt ca. 320 cm – 350 cm. |             |      |
| 3.3.71             | Sommerlinde (Tilia platyphyllos)        | in Sprockhövel-Herzkamp, westlich der Barmer Straße an der Südseite des Hauses.                  | Baum mit einem Stammumfang von 276 cm. |             |      |
| 3.3.72             | Zwei Sommerlinden (Tilia platyphyllos)  | Sprockhövel-Alter Schee an der Straße "Auf dem Schee", am westlichen Ortsausgang.                | Die Linden mit Stammumfängen von 232 cm und 246 cm unterstreichen den mittelalterlichen Charakter des Ortes und tragen zur Eingrünung der Siedlung bei. |             |      |
| 3.3.73             | Steinbruch in Sprockhövel               | Steinbruch, Bereich Schmiedestraße (Weuste).                                                     | Aufgelassener Steinbruch mit einer geologisch bedeutenden, ca. 30 m hohen Rippelwand an der Südseite des Steinbruches. Teile des Steinbruches sind verfüllt. Ein Teil des Steinbruches ist laut Verordnung vom 13. Oktober 1987 bereits als Naturdenkmal Nr. 7.1 ausgewiesen worden. Der Aufschluss ist im GeoschOb-Kataster der LÖLF unter der Nr. 4609-012 näher charakterisiert.                                                                                      |             |      |
| 3.3.74             | entfällt                                |                                                                                                  | |             |      |
| 3.3.75             | entfällt                                |                                                                                                  | |             |      |